# Porotenus biporus
Porotenus biporus är en svampart som beskrevs av J.F. Hennen & Sotão 1996. Porotenus biporus ingår i släktet Porotenus och familjen Uropyxidaceae.   Inga underarter finns listade i Catalogue of Life.